# Norman Müller (Politiker)
Norman Müller (* 10. Mai 1977 in Altenburg, Deutsche Demokratische Republik) ist ein deutscher Verwaltungsjurist, politischer Beamter und Politiker (SPD). Seit Dezember 2024 ist er Staatssekretär für Inneres und Amtschef im Thüringer Ministerium für Inneres, Kommunales und Landesentwicklung.

## Leben
Müller legte 1995 sein Abitur ab, von 1996 bis 2001 absolvierte er ein Studium der Rechtswissenschaften an der Universität Leipzig, welches er mit dem ersten juristischen Staatsexamen abschloss. Von 2001 bis 2003 absolvierte er beim Freistaat Sachsen sein Rechtsreferendariat und schloss mit dem zweiten juristischen Staatsexamen als Volljurist ab.
Von 2004 bis 2011 war Müller als Rechtsanwalt tätig. Zum Oktober 2011 wechselte er als Referent in das Thüringer Ministerium für Bildung, Wissenschaft und Kultur, ab April 2015 war er als Referent und stellvertretender Referatsleiter Thüringer Finanzministerium tätig. Nach einer Abordnung an das Thüringer Landesverwaltungsamt, wo er von September 2019 bis Dezember 2020 als Abteilungsleiter eingesetzt war, kehrte Müller als Referatsleiter in das Finanzministerium zurück, wo er das Thema Digitalisierung verantwortete. Im September 2022 wechselte er als Referatsleiter im Amt eines Regierungsdirektors in das Bundesamt für Wirtschaft und Ausfuhrkontrolle, wo er in der Außenstelle in Borna tätig war.
Müller ist seit 2008 Mitglied der Sozialdemokratischen Partei Deutschlands und SPD-Kreisvorsitzender im Landkreis Altenburger Land. Bei den Landtagswahlen in Thüringen 2014, 2019 und 2024 kandidierte er jeweils im Wahlkreis Altenburger Land II, verfehlte jedoch den Einzug in den Landtag.
Im Zuge der Bildung des Kabinetts Voigt wurde Müller am 19. Dezember 2024 zum Staatssekretär für Inneres und Amtschef im von Georg Maier geleiteten Thüringer Ministerium für Inneres, Kommunales und Landesentwicklung ernannt. Er folgte damit Udo Götze, der in Thüringer Ministerium für Soziales, Gesundheit, Arbeit und Familie gewechselt war.
Müller ist verheiratet und Vater von zwei Kindern.